# Borough (Pennsylvanie)
Pour les articles homonymes, voir Borough (homonymie).

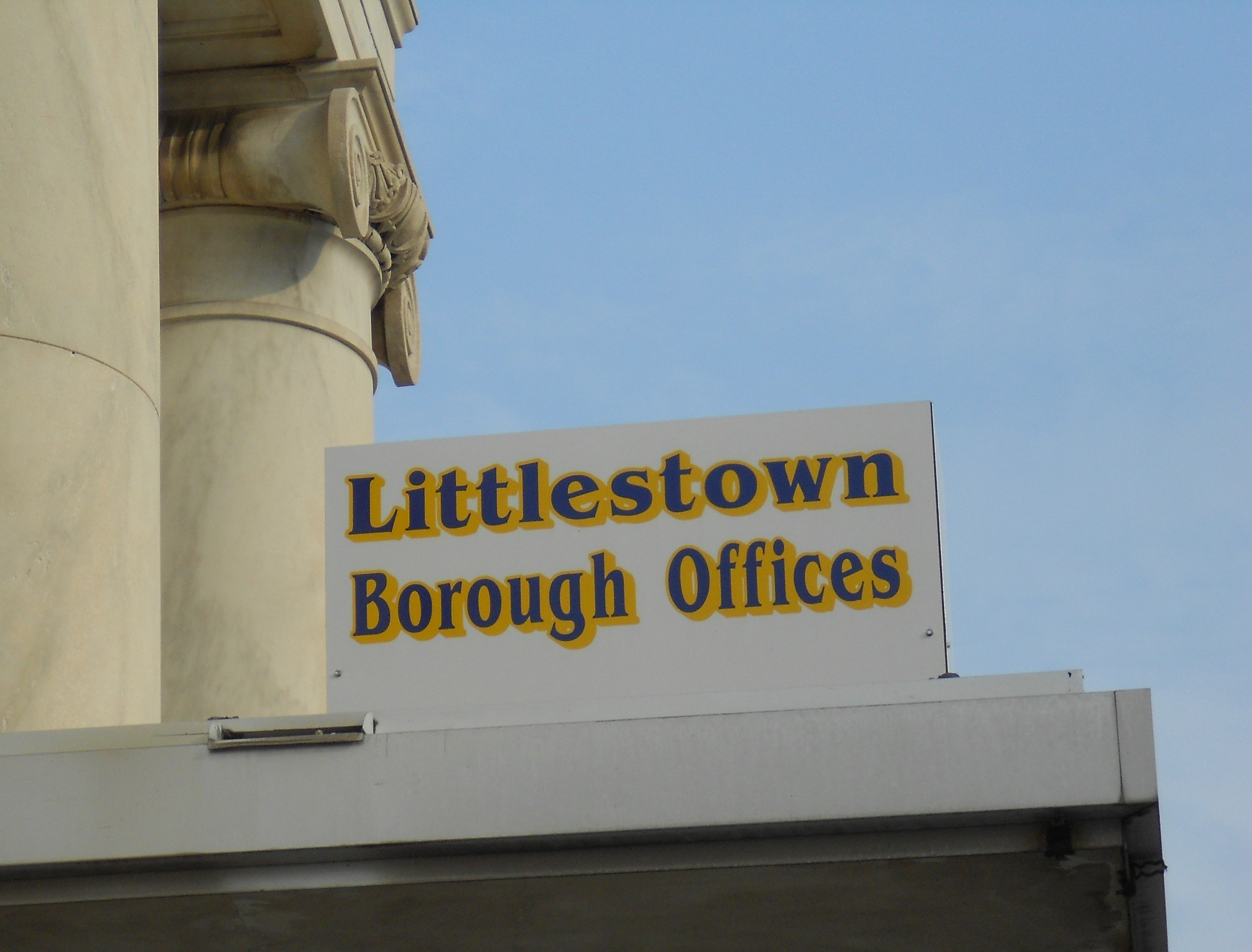
Panneau du bureau municipal de Littlestown, un borough de Pennsylvanie.

Dans le commonwealth de Pennsylvanie, un borough est une entité municipale autonome. Il est généralement plus petit qu'une ville, et est une subdivision d'un comté. Il y a 958 boroughs en Pennsylvanie. Toutes les municipalités de la Pennsylvanie sont classées comme des comtés, villes, boroughs ou townships. La seule exception à cette règle est la ville de Bloomsburg qui est reconnue par le gouvernement comme la seule ville de Pennsylvanie, formant une corporation municipale. Toutefois, en 1975, le township McCandless, dans le comté d'Allegheny a adopté une charte d'autonomie locale sous le nom de « ville de » McCandless, mais il reste classé comme une municipalité par le gouvernement de l'État.